# Puente Octávio Frias de Oliveira
El Puente Octávio Frias de Oliveira es un puente atirantado situado en São Paulo, Brasil sobre el Río Pinheiros, que abrió en mayo de 2008. El puente tiene 138 m de altura, y conecta Marginal Pinheiros con la Avenida Jornalista Roberto Marinho en el sur de la ciudad. Se llama así en honor a Octavio Frias de Oliveira.

## Detalles

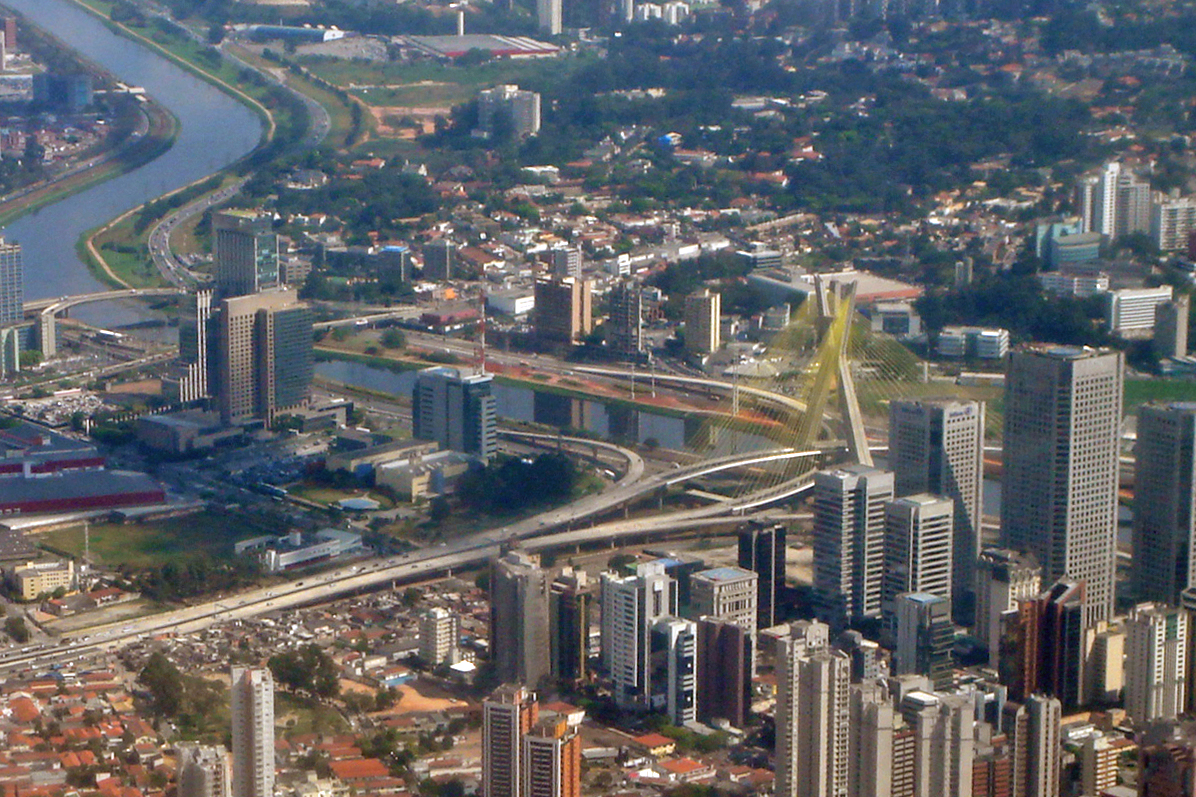
Vista aérea del puente.

La plataforma del puente es extraña debido a su forma, que es similar a una "X", que se cruza en la torre. La "X" tiene 76 metros de anchura en su base y 35,4 metros de anchura en la cima. 
Es el único puente del mundo que tiene dos pistas curvas sostenidas por un solo mástil de hormigón. Las dos pistas curvas, una a 12 metros de altura y la otra a 24 metros, tienen una longitud de 900 metros aproximadamente cada una.
A finales de diciembre se instalan luces en los cables y se iluminan para crear efectos que simulan un árbol de Navidad. También se ilumina el puente en ocasiones especiales durante el año y se usa a menudo para anuncios de automóviles.
El puente ha sido atacado por vándalos en varias ocasiones. En 2011 robaron 6 km de cables, por valor de R$ 200 000 (US$ 117 000). En agosto de ese mismo año, rompieron la sala de control del puente y destruyeron los paneles. En enero de 2012 robaron 94 de los 142 focos del puente. Se necesitaron 90 días y R$ 1 000 000 (US$ 590 000) para restablecer completamente el sistema de iluminación.